# ヘルベルトゥス・ビッカー
ヘルベルトゥス・ビッカー（Herbertus Bikker, 1915年7月15日 - 2008年11月1日）は、オランダ出身の軍人。第二次世界大戦中、武装親衛隊の将校として強制収容所に勤務した。収容者からは「オンメンの屠殺者」(De Beul van Ommen)の異名で恐れられ、戦後は戦争犯罪の容疑で裁かれた。
ビッカーはオンメン近郊のキャンプ・エーリカ(Kamp Erika)と呼ばれる収容所にて看守を務めていた。彼は非常に残虐な看守として収容者らに恐れられており、1944年11月17日には収容者の1人であった27歳のレジスタンス団員ヤン・ハウトマンを殺害したとされている。
敗戦後、彼はオランダの法廷で死刑判決を受けた。しかし、1952年12月26日にはクラス・カレル・フェーバーやサンダー・ボルヘス、その他4名の戦犯被告を率いてブレダの戦犯収容所を脱走、そのまま国境を超えてドイツへと逃げ込んだ。以後、正体が明かされる1995年までハーゲンの市民として生活していた。1943年以降、武装親衛隊の隊員にはドイツ国籍が付与されていたが、ドイツはいかなる場合でも他国に対して自国民の引渡しを行わないことで知られる。そのため、改めて戦犯として逮捕されたビッカーもドイツの裁判所で裁かれることになった。
ビッカー側は健康問題を理由に減刑を求め、これを証明するべく主治医が招かれた。しかし、その後ビッカーは法廷で気絶を繰り返し、精神科医からしばらく法廷に立たないように進められた。これに従う形で裁判は2004年2月2日まで延期された。
結局、ビッカーは2008年4月に病死するまで年金生活者としてハーゲンに暮らした。彼の死はしばらく公開されず、当局によって隠蔽されていた。